# Atanazy Raczyński
Atanazy Raczyński, eller Athanasius von Raczynski på tysk, (2. maj 1788 i Poznań i Polen – 21. august 1874 i Berlin) var en preussisk greve, diplomat, politiker og kunstsamler af polsk oprindelse.
Han var preussisk gesandt i København, Lissabon og Madrid. Desuden forfattede han det kunsthistoriske værk Geschichte der neueren deutschen Kunst i tre bind (Berlin 1836-1841). I 1836 åbnede han et kunstgalleri i Berlin med omkring 60 ældre billeder, hovedsagelig italienske mestere, men senere udvidede han samlingen i øgende grad med samtidig tysk kunst.
Grev Raczyński boede i Berlin i et palæ i Unter den Linden 21, som han købte i 1834. Efter hans død blev ejendommen solgt til den tyske stat, og palæet måtte vige pladsen for den nye Rigsdagsbygning. Sin kunstsamling testamenterede han den preussiske stat, som udstillede den i hans fødeby Poznań/Posen, hvor den stadig befinder sig. Det er den største samling tysk kunst i Polen, og blev vist i Kiel, München og Berlin i 1992.
Grev Raczyński var preussisk pair med sæde i Preußisches Herrenhaus, det preussiske overhus.